# Музей Барракко в Риме
Музей Барракко в Риме (итал. Museo Barracco di Scultura Antica — Музей древней скульптуры Барракко) — музей произведений древнего ближневосточного и античного искусства, главным образом скульптуры, созданный выдающимся коллекционером Джованни Барракко (28 апреля 1829 — 14 января 1914), который подарил своё собрание городу Риму (Comune di Roma) в 1904 году. Музей находится в центре города на улице Витторио Эмануэле II (Corso Vittorio Emanuele II, 166), между Пьяцца Навона и Кампо деи Фиори.
Барон Джованни Барракко родился на острове Изола-Капо-Риццуто в Ионической Калабрии. Он был восьмым из двенадцати детей знатной семьи древнего аристократического рода. Семья владела обширными землями в Калабрии и считалась самой богатой в Королевстве Обеих Сицилий, а его отец Луиджи занимал почетные должности в администрации Бурбонов. После смерти отца в 1849 году Джованни переехал в Неаполь со своим старшим братом, который обосновался в роскошном дворце на Виа Монте ди Дио.
Джованни Барракко получил классическое гуманитарное образование. Интерес к историческим памятникам на калабрийской земле побудил его к изучению античной истории и культуры, древнегреческого и латинского языков. Семья, принадлежавшая к королевским неаполитанским придворным кругам, после антибурбонского восстания 1848—1849 годов, выступила против либеральных идеалов. Старший сын Альфонсо отказался от титула рыцаря Ордена Сан-Дженнаро, Джованни также отрицательно отреагировал на предложение молодого короля Франциска II занять почетную должность при дворе и убедил семью профинансировать деятельность Дж. Гарибальди по объединению Италии.
В кругу художников и литераторов Дж. Барракко сблизился с археологом Джузеппе Фьорелли, руководителем раскопок в Помпеях и директором Археологического музея в Неаполе. Эта дружба, которая длилась всю жизнь, поддерживала любовь Барракко к археологии и древнему искусству. Барракко много путешествовал, жил в Турине, Неаполе, Флоренции. В Турине, куда Барракко переехал в 1861 году, он испытал воздействие великолепного собрания Королевского музея египетских древностей, именно там он увлёкся египтологией и искусством стран Ближнего Востока и стал приобретать такие произведения искусства на международном антикварном рынке. Затем обосновался в Риме. Участвовал в политических движениях, работе итальянского парламента, избирался сенатором.
После провозглашения Рима столицей Италии в 1871 году депутат Барракко поселился в квартире на Виа дель Корсо, которая вскоре превратилась в своего рода дом-музей. Это было время активности в области археологических открытий для города в связи со строительством новых жилых районов, прокладкой улиц и реконструкцией старых зданий.
В тексте вступительной статьи первого каталога его коллекции, опубликованной в 1893 году, Джованни Барракко написал: «Я обнаружил, что невозможно изучать греческое искусство, не принимая во внимание наиболее древние художественные течения (Египет и Азия), которые дали первый импульс его развитию. Вот почему я добавил в свою коллекцию несколько поучительных примеров египетской, ассирийской и кипрской скульптуры. Воспользовавшись благоприятными обстоятельствами, мне удалось создать небольшой музей сравнительной античной скульптуры. Помимо некоторых пробелов, которые я надеюсь исправить в ближайшее время, здесь наглядно представлены наиболее важные школы древности: египетское искусство на всех его основных этапах, от эпохи пирамид до момента, когда земля фараонов утратила свою независимость; Ассирийское искусство в двух его периодах: Ассур-назир-хабала и Саргонидов; и, наконец, кипрское искусство, которое не менее любопытно, чем другие. Что касается Греции, архаического времени, великих школ пятого и четвёртого веков, то и они представлены заметными произведениями». Основное намерение Барракко сформулировал следующим образом: «Сформировать небольшой музей сравнительной древней скульптуры путем анализа вклада великих древних цивилизаций, тяготеющих к Средиземноморскому бассейну, в формирование классического европейского искусства».
При создании собственного музея Барракко воспользовался помощью двух наиболее авторитетных экспертов в области древнего искусства: Вольфганга Хельбига, второго секретаря Германского археологического института, и Людвига Поллака, который после преподавания археологии в Венском университете переехал в Рим, где стал крупнейшим специалистом в торговле антиквариатом и заметным участником культурной жизни Вечного города. При участии В. Хельбига и Л. Поллака коллекция древностей Дж. Барракко продолжала расти, и обогащалась произведениями египетского, ассирийского, этрусского, кипрского, греческого и римского искусства, а также произведениями западноевропейского средневековья.
В 1902 году Барракко подарил свою коллекцию муниципалитету Рима. В обмен он получил участок земли под застройку на Корсо Витторио Эмануэле II, где он построил по проекту архитектора Гаэтано Коха неоклассическое здание, предназначенное для размещения коллекции под названием «Музей сравнительной древней скульптуры». На фронтоне здания, стилизованного под древнегреческий храм, выделялась надпись: MVSEO DI SCVLTVRA ANTICA.
Дж. Барракко умер в 1914 году, оставив директором музея Людвига Поллака, своего друга и советника при покупке произведений. В Музее также имеется уникальная античная библиотека.
В 1938 году при перестройке этого района здание Г. Коха было снесено, коллекции были переданы на склады Капитолийских музеев, и только спустя десять лет, в 1948 году, коллекция Барракко обрела окончательный вид в историческом здании «Палаццо делла Фарнезина аи Бауллари» (Palazzo della Farnesina ai Baullari). Здание было построено в 1523 году французским дипломатом Тома ле Роем в ренессансном стиле. На фасаде находилось изображение французской королевской лилии (fleur-de-lys), которую римляне по ошибке приняли за герб семьи Фарнезе, поэтому дом получил прозвание «Piccola Farnesina», а один из фасадов выходит на улицу Via dei Baullari (отсюда сложное название). Главный фасад здания музея по Корсу Эмануеле был частично перестроен в 1898—1904 годах. Помимо экспонатов из археологических находок на территории Рима и Римской Кампаньи (регион Лацио) в музее находятся тщательно отобранные по критериям художественного качества образцы архаического искусства, созданного как в самой Элладе, так и в её западных колониях, есть примечательные образцы основных художественных школ классической Греции: мраморные реплики самого высокого уровня с оригиналов прославленных греческих скульпторов: Мирона, Фидия, Поликлета, Лисиппа. Видное место отведено редчайшим греческим оригиналам. На примерах произведений эллинистического искусства можно найти наиболее характерные формы выражения римского искусства: есть несколько портретов, фрагмент важного исторического рельефа, большая голова Марса и несколько погребальных стел из Пальмиры в Сирии. Завершают экспозицию два рельефа из средневекового собора в Сорренто (X—XI век) и фрагмент мозаики апсиды средневекового собора Сан-Пьетро в Риме (XII—XIII века). «На этом моя коллекция останавливается, — написал в каталоге Барракко, — спустя несколько тысяч лет после отправной точки, которая восходит к первым династиям царей Египта».
Подобную идею «Музея сравнительной скульптуры» осуществил во Франции Эжен Виолле-ле-Дюк (музей открыт в Париже после смерти выдающегося учёного в 1882 году).
П. П. Муратов, автор знаменитых «Образов Италии», писал, что коллекция Барракко представляет «едва ли не самый верный подход к античному». В этом собрании «можно узнать, сколь чистой эстетической радости приносит небольшая коллекция античных вещей, составленная для себя, с тонким вкусом и выбором. При ограниченном числе предметов каждый из них приобретает своё отдельное существование. Здесь только начинаешь понимать то драгоценное, что влито в каждый обломок древних искусств».